# جوایز سئول
جوایز سئول (انگلیسی: The Seoul Awards؛ کره‌ای: 더 서울어워즈) یک مراسم اهدای جوایز به میزبانی Sports Seoul است و از دستاوردهای برجسته در فیلم و تلویزیون تقدیر می‌کند. این مراسم در سال ۲۰۱۷ تأسیس شد و هرسال برگزار می‌شود.

## مراسم
| دوره | سال  | مکان             | میزبان                   | منبع  |
| ---- | ---- | ---------------- | ------------------------ | ----- |
| اول  | ۲۰۱۷ | دانشگاه کیونگ هی | جون هیون-مو, کیم آه جونگ | [ ۱ ] |
| دوم  | ۲۰۱۸ | دانشگاه کیونگ هی | جون هیون-مو, کیم آه جونگ | [ ۲ ] |